# Val di Zena

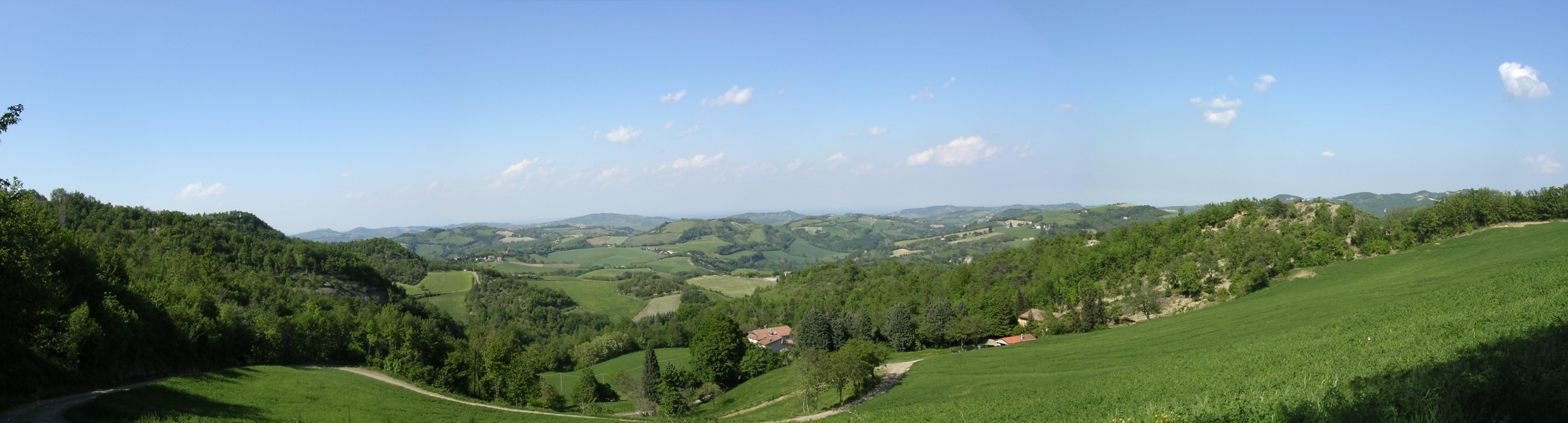
Panorama della val di Zena

La Val di Zena è una valle del medio Appennino bolognese. Prende il nome dal torrente Zena.
La zona (sia la valle, sia l'intero bacino), col suo aspetto bucolico che alterna dolci colline a prati e boschi e qualche calanco, valli e vallecole, casolari sparsi, affioramenti rocciosi e numerosi ruscelli, ha una natura quasi incontaminata, data la pressoché totale assenza d'attività produttive e la modestia degli insediamenti residenziali, ed è di notevolissimo interesse naturalistico e storico. Vi sono importantissimi ritrovamenti etruschi e celtici presso il sito archeologico di monte Bibele. Vi ha sede il Parco dei Gessi Bolognesi e Calanchi dell'Abbadessa ed è costeggiata dal Contrafforte pliocenico e dal Monte delle Formiche, mentre nella parte terminale, la valle di Zena taglia la Vena del Gesso. Circa 2 km a monte della confluenza nel torrente Idice, poco dopo l'ingresso nel territorio comunale di San Lazzaro di Savena, presso la sponda destra, è situata la celeberrima Grotta del Farneto, nella quale furono rinvenute importanti testimonianze della presenza umana risalente al periodo neolitico.
Il parco museale della Val di Zena propone vari percorsi, tra cui la via del Fantini, e include il Museo dei botroidi di Tazzola.
Lungo la Strada Provinciale 36 Val di Zena, in località Sega Lambertini di Pianoro si possono osservare le pareti arenacee "a cogoli", considerate un geosito di importanza locale.

## Trasporti
La Val di Zena è percorsa da una strada fondovalle, composta per i primi chilometri dalla S.P. 36 Val di Zena e poi da strade comunali dei comuni di Pianoro e Monterenzio che si inerpicano nell'abitato di Quinzano (frazione di Loiano).
La valle è inoltre percorsa dalla ciclovia 24 della Bicipolitana di Bologna. La ciclovia è classificata tra le linee per il tempo libero, costituite da percorsi ciclabili naturalistici a vocazione cicloturistica.